# 643
643 (DCXLIII) je bilo navadno leto, ki se je po julijanskem koledarju začelo na sredo.

## Dogodki
- Arabci zasedejo Perzijo.